# トーマス・モルトン
トーマス・モルトン（Thomas Malton、1748年 – 1804年3月7日）はイギリスの風景画家、版画家である。イギリスの有名な水彩画家、J・M・W・ターナーやトーマス・ガーティンらがモルトンに学んだことで知られている。版画家で、地理の著作のある同名の父親と区別するために、「the younger」を付けて呼ばれることがある。姓の「Malton」の日本での音訳にはマートン、マルトンなどもある。

## 略歴
ロンドンで生まれた。父親のトーマス・モルトン(Thomas Malton, the elder: 1726–1801)は版画の下絵画家(draughtsman)で地理の本を出版した人物である。父親は経済的理由で、家族とダブリンに移り、トーマス・モルトンはダブリンで育った。弟のジェームズ・モルトン(James Malton: 1761–1803) も建築物を描く版画の下絵画家となった。ロンドンの建築家のジョン・ゴードンの事務所で3年間働いた後、1774年にロイヤル・アカデミー・オブ・アーツから賞を受賞し、1782年に劇場の図で金メダルを受賞した。ロイヤル・アカデミー・オブ・アーツの展覧会には1773年にコヴェント・ガーデンを描いた作品を出展し、その後も毎回、ロンドンの通りや建物をペン画で描き、着色した作品を出展するようになった。細部が正確に描かれたこれらの作品は、街の記録としても貴重な資料となっている。街の絵に活気を与えるために描かれた街を行く人々はフランシス・ウィートリー(Francis Wheatley: 1747-1801)の助けを得たとモルトンは言っている。
アイルランドを出てからはロンドンに住んだが、1780年だけは短期間バースに住んだ。1783年から1789年の間はロンドン、メイフェアのコンディト・ストリート(Conduit Street)に住み、夜に絵画教室を開いた。この教室の生徒には、トーマス・ガーティンやターナーがいた。当時少年であったターナーはモルトンに生涯、敬意を払い、後年「自分の唯一の師匠はモルトンであった」と回想している。
1791年にはロンドン、ウエスト・エンドのグレート・ティッチフィールド・ストリートに移り、1796年にシティ・オブ・ウェストミンスターのロング・エーカーに移った。版画家のウィリアム・ワッツ(William Watts: 1752–1851)が1779年に創刊した雑誌「Seats of the Nobility and Gentry」に何点かの作品を掲載し、アクアチントの技法で風景版画を制作した。ロイヤル・オペラ・ハウスの舞台背景のデザインもした。
1792年に、100点余りのアクアチント版画を制作し、最も有名な画集「A Picturesque Tour through the Cities of London and Westminster」を出版した。1798年から1800年の間に「Views from Cambridge」を出版し、亡くなったとしには同様にオックスフォードの風景の版画を制作していた。
ロンドンのロング・エーカーで没した。

## 作品

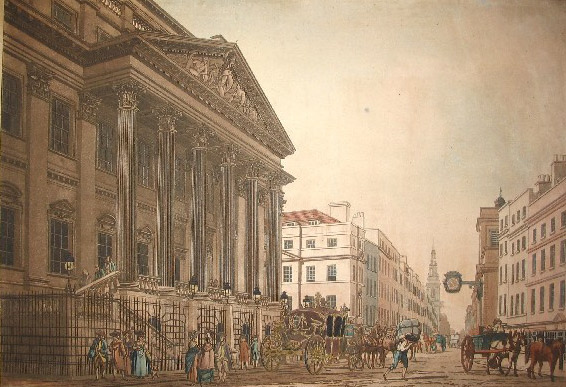
マンションハウス (ロンドン)
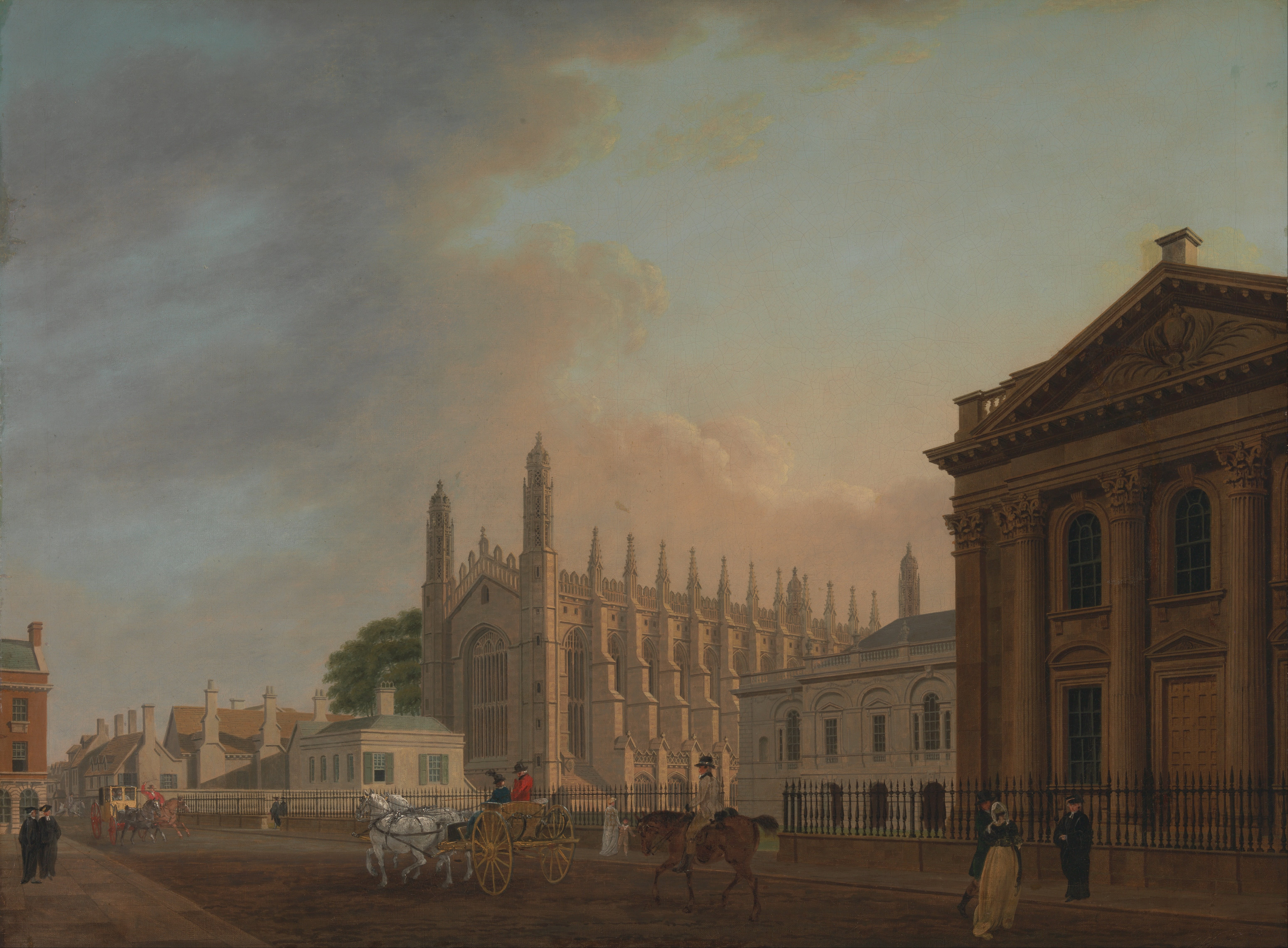
King's Parade, Cambridge
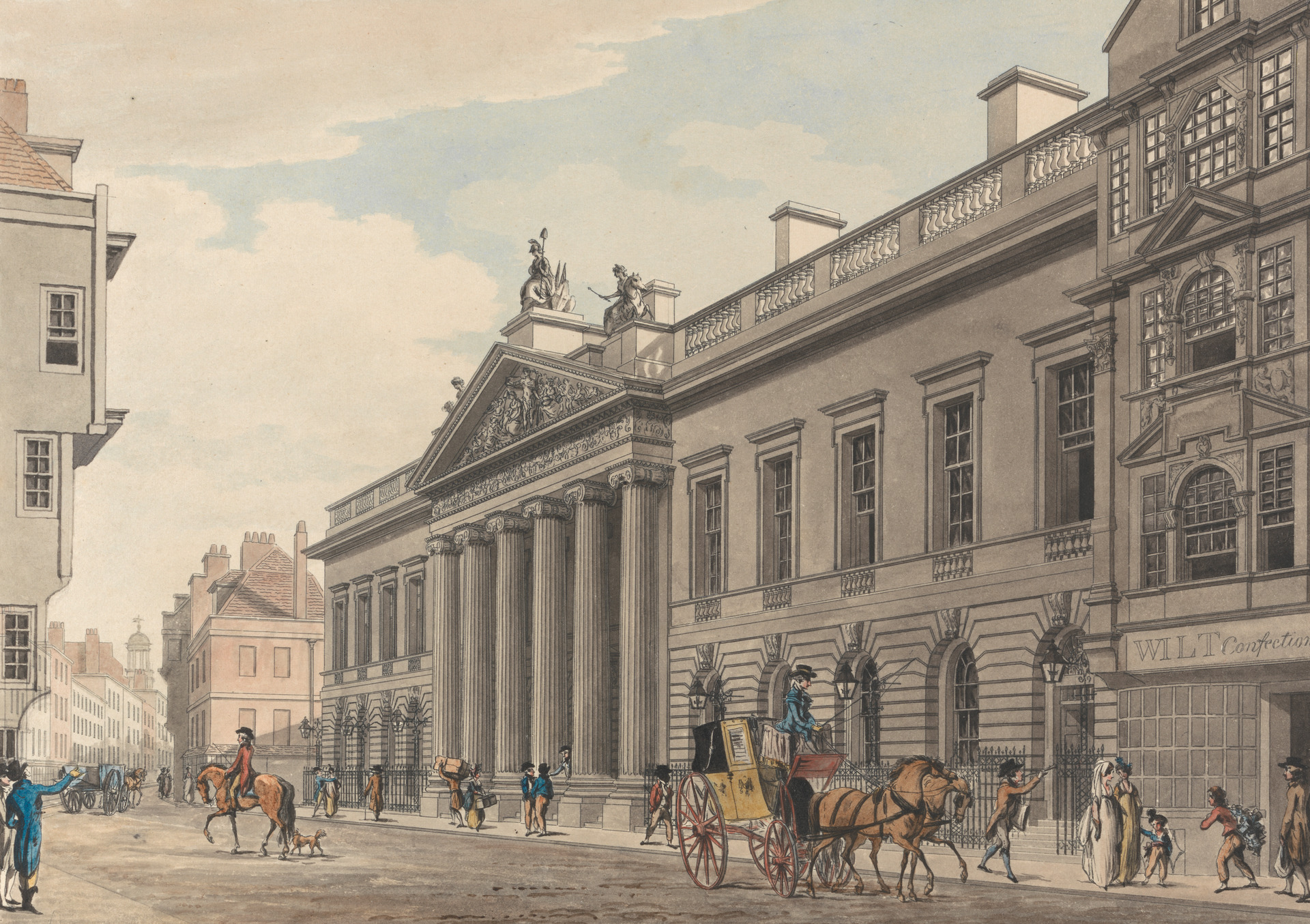
ロンドンのイギリス東インド会社、本社
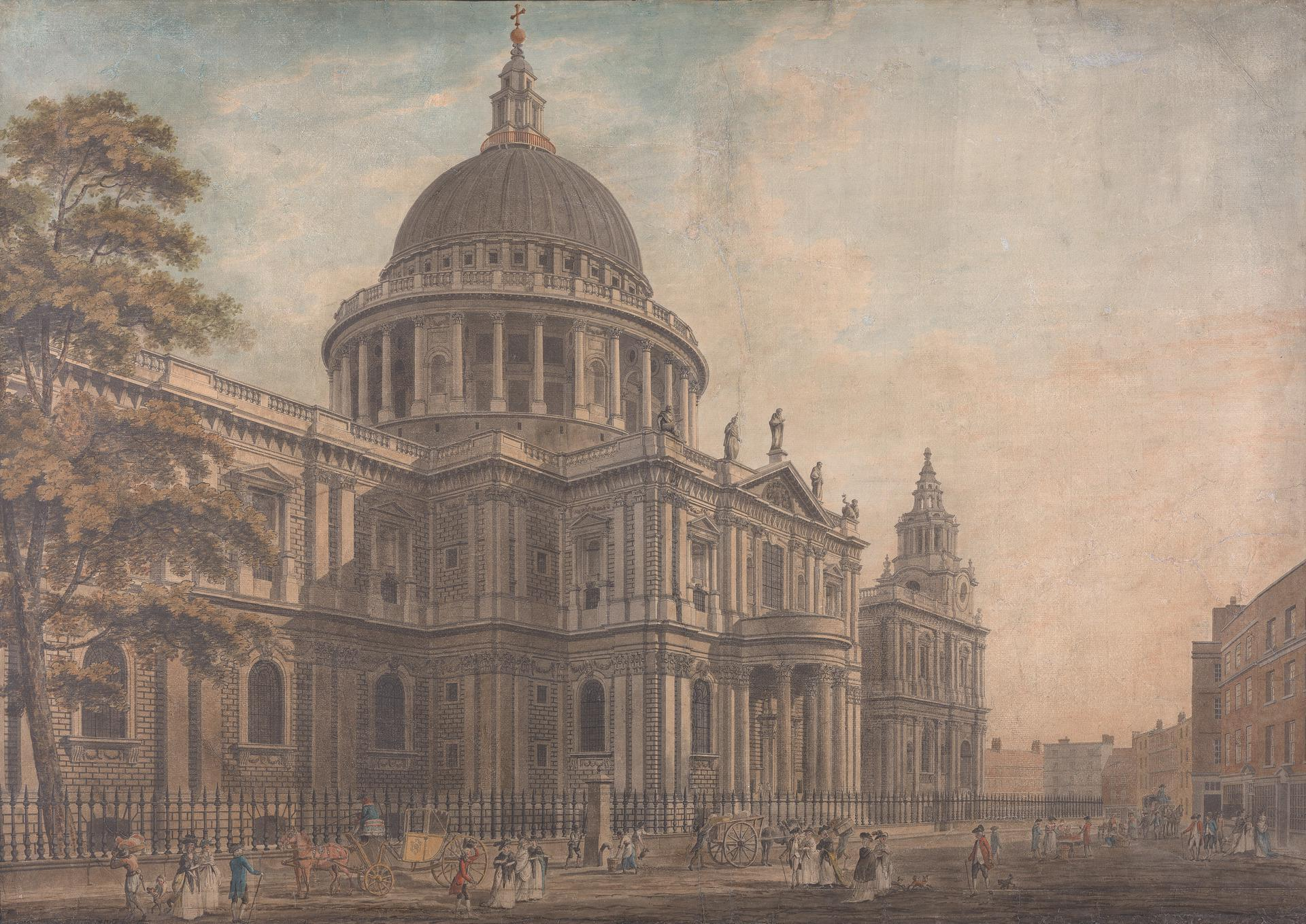
セント・ポール大聖堂